# 1605
1605 (MDCV) je bilo navadno leto, ki se je po gregorijanskem koledarju začelo na soboto, po 10 dni počasnejšem julijanskem koledarju pa na torek.

## Dogodki
- 1. januar

## Rojstva
- 28. september - Ismael Bullialdus, francoski astronom († 1694)

## Smrti
- 9. september - Heinrich Khunrath, nemški alkemist (* 1560)
- 13. oktober - Theodor Beza,  francoski kalvinistični reformator  (* 1519)
- 27. april - Leon XI., papež (* 1535)
- 20. junij - Fjodor II. Godunov, ruski car (* 1589)